# Fokker
 (juillet 2016).
Si vous disposez d'ouvrages ou d'articles de référence ou si vous connaissez des sites web de qualité traitant du thème abordé ici, merci de compléter l'article en donnant les références utiles à sa vérifiabilité et en les liant à la section « Notes et références ».
Fokker est un équipementier aéronautique néerlandais. Ancien fabricant d'avions fondé en 1912 dans l'Empire allemand par Anthony Fokker, l'un des pionniers de l'aviation, le groupe développe aujourd'hui des composants aéronautiques.
L'entreprise cesse ses opérations de constructeur en 1996. Rachetées par Stork B.V., certaines divisions techniques d'équipements aéronautiques continuent leurs activités spécialisées, depuis 2010 sous le nom Fokker Technologies. Fokker développe des structures, des interfaces et câblages électriques, des trains d'atterrissage, des systèmes intégrés, de l'aménagement cabine à travers ses différentes filiales. Le groupe étend ses activités de l'Amérique du Nord à la Chine, en passant par la Roumanie, la Turquie et Singapour.

## Histoire

### La Première Guerre mondiale et l’entre-deux-guerres

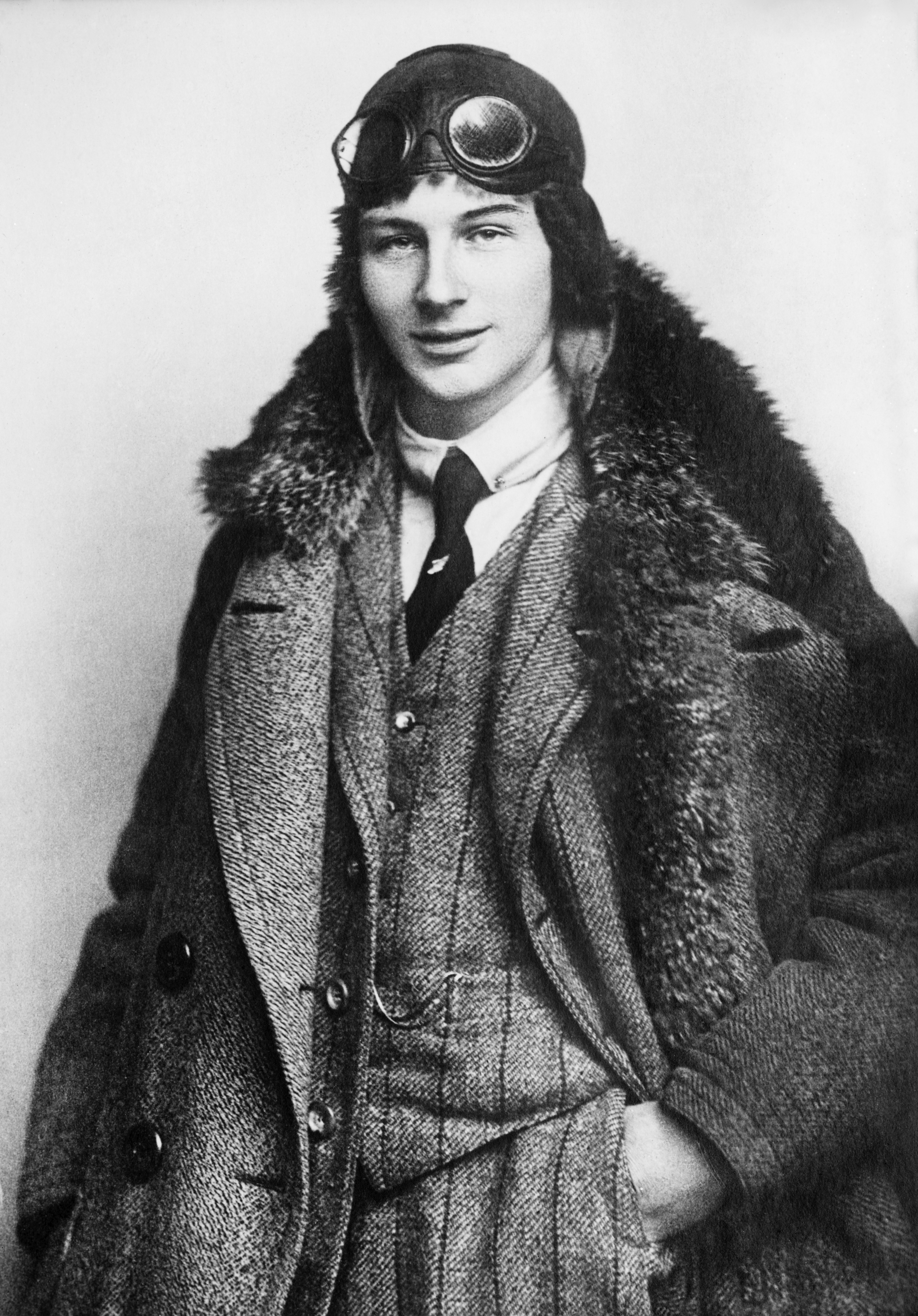
Anthony Fokker en 1912.

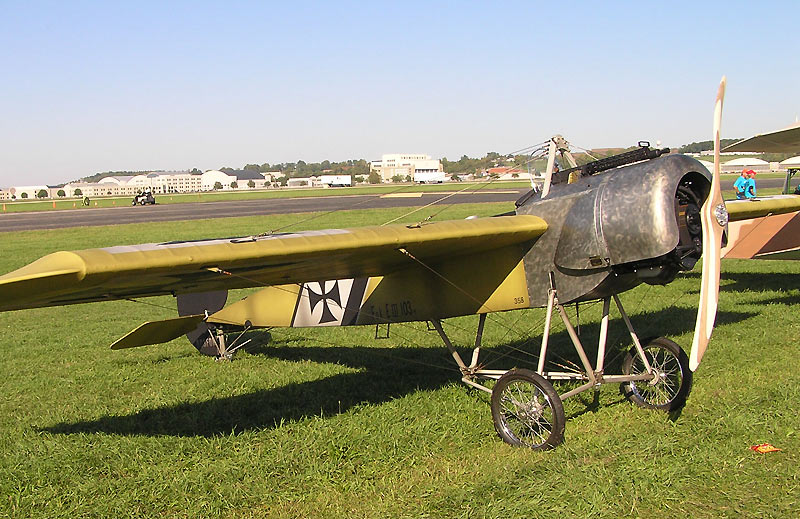
Réplique de Fokker E.III (1915)

La compagnie Fokker Aeroplanbau est fondée officiellement le 22 février 1912 à Johannisthal en Allemagne par le néerlandais Anthony Fokker, l'un des pionniers de l'aviation.
En effet, quelques années plus tôt, à 20 ans, il construit son premier avion, le Spin (nl) (Araignée), le premier avion néerlandais à voler dans son propre pays. La société déménage ensuite dans la ville de Schwerin.
Là, Fokker construit des avions pour l'armée allemande pendant la Première Guerre mondiale et est contraint de s'allier à Hugo Junkers par le gouvernement allemand. Il devient célèbre avec ses avions comme le Fokker E.III équipé d'un système de mitrailleuses synchronisées avec l'hélice. En permettant de tirer à travers le champ de l'hélice en vol, ce système assure une nette supériorité aux forces aériennes allemandes en 1915. Le triplan Fokker Dr.I et le biplan Fokker D.VII succèdent au Fokker E.III et reprennent ce système de tir, qui devient rapidement la norme dans toutes les forces aériennes belligérantes.
Le 21 juillet 1919, Fokker se sépare de Junkers et retourne aux Pays-Bas pour fonder sa propre compagnie. À partir de là, Anthony Fokker se concentre sur les avions commerciaux et civils, plutôt que les militaires, bien qu'il en construise jusqu'à la Seconde Guerre mondiale.
Amelia Earhart, la première femme à traverser l'océan Atlantique le fait dans un Fokker F.VII mais elle n'est que passagère, le pilote étant Wilmer Stultz et le copilote/mécanicien navigant Louis Gordon. Elle effectue son vol en solitaire sur un Lockheed Vega 5b.
En décembre 1939, Anthony Fokker meurt aux États-Unis où la branche américaine de sa compagnie est alors prospère.

### Après la Seconde Guerre mondiale

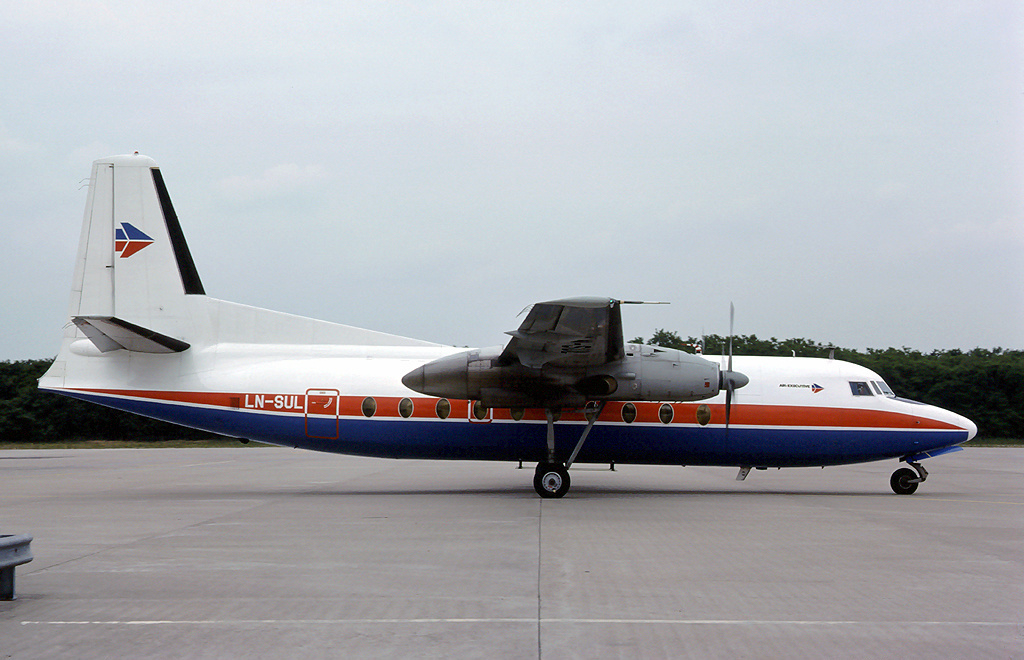
Fokker F-27, Bâle, 1978

Les usines Fokker des Pays-Bas sortent complètement détruites lors de la Seconde Guerre mondiale et une nouvelle usine est construite près de l'aéroport de Schiphol à proximité d'Amsterdam, en 1951. Là sont construits un certain nombre d'avions sous licence dont le Lockheed F-104 Starfighter et 300 F-16A entre 1979 et 1992. Un second service de production et de maintenance est établi à Woensdrecht.
En 1958, le Fokker F27 Friendship est introduit et devient l'un des avions de ligne à turbopropulseurs les plus vendus (près de 800 exemplaires vendus entre 1958 et 1986). Le F27 est suivi par les Fokker F28, F50, F70 et F100.
En 1969, la compagnie Fokker s'allie avec l’entreprise VFW établie à Brême. Ils collaborent sur un avion de ligne, le VFW 614 qui est un échec. L'Agence spatiale européenne (ESA) désigne en 1974 un consortium dirigé par VFW-Fokker pour construire des modules pressurisés pour Spacelab.

### La faillite

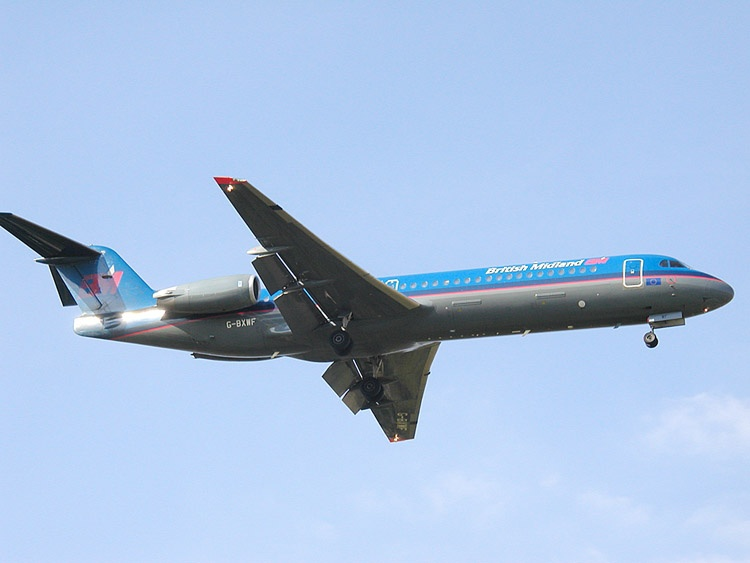
Fokker 100 de la British Midland Airways

En 1996, la compagnie Fokker fait faillite, mais certaines activités continuent cependant. La division spatiale devient une compagnie indépendante connue sous le nom de Dutch Space. Les autres parties, qui s'occupent de construire des parties d'avions et mènent à bien les travaux de maintenance et de réparation, sont reprises par Stork B.V. sous le nom de « Stork Aerospace Group ». Stork Fokker est établie pour s'occuper des avions de la compagnie encore en service.
Dutch Space a été racheté par EADS en 2006 et devient Airbus Defence and Space Netherlands en 2014.

### Reprise d'activité
Rachetées par Stork B.V. les principales divisions de l'ancien constructeur Fokker continuent leurs activités après 1996, sous l'appellation Stork Aerospace Group. En 2010 le groupe change de nom au profit de Fokker Technologies, et fournit de nombreux constructeurs en composants aéronautiques à travers ses filiales spécialisées. Parmi elles Fokker Elmo fabrique de la connectique dans différents pays (Canada, Chine, États-Unis...), Fokker Aerostructures se spécialise en structures aéronautiques légères, Fokker Landing Gear développe et optimise des trains d'atterrissage, Fokker Services intègre des systèmes électroniques et allège l'intérieur des cabines.
En 2010 Fokker s'associe à Goodricht Corporation pour fournir à Lockheed Martin des pièces de trains en matière composite, destinées au F-35 Lightning II. La compagnie avait entre autres également fabriqué le train de nez du Dash 8 Q400 de Bombardier dans les années 2000, et développé le train d'atterrissage de l'hélicoptère NH-90.
En 2011, Fokker Aerostructure est engagé par Dassault Aviation dans le développement de l'empennage du tout nouvel avion d'affaires Dassault Falcon 5X.
Fokker Elmo gagnera en 2013 l'appel d'offres Boeing pour la fabrication du câblage électrique des Boeing 777.
En juillet 2015, GKN acquiert Fokker pour 706 millions d'euros.

## Composition du groupe
- Fokker Technologies Group B.V.
  - Fokker Technologies Holding B.V.
    - Fokker Aerostructures
      - Fokker Landing Gear

    - Fokker Elmo
    - Fokker Services

## Avions Fokker

### 1912–1918
- Fokker Spin
- Fokker M.1 – M.4 Spin (military version)
- Fokker W.1 – W.2
- Fokker A.III (M.5K)
- Fokker A.II (M.5L)
- Fokker M.6
- Fokker B.I (M.10E)
- Fokker W.3
- Fokker W.4
- Fokker A.I (M.8)
- Fokker M.9
- Fokker B.II (M.10Z)
- Fokker Eindecker fighters
  - Fokker E.I (M.5K/MG)
  - Fokker E.II (M.14)
  - Fokker E.III (M.14v)
  - Fokker E.IV (M.15)
- Fokker M.16E and M.16Z
- Fokker B.III (M.18Z)
- Fokker D.I (M.18E)
- Fokker D.II (M.17E)
- Fokker D.III (M.19)
- Fokker D.IV (M.21)
- Fokker D.V (M.22)
- Fokker V.1
- Fokker V.2 and V.3
- Fokker V.4
- Fokker F.1 (V.5)
- Fokker Dr.I
- Fokker V.6
- Fokker V.7
- Fokker V.8
- Fokker V.9, V.12, V.14, V.16 and V.33
- Fokker D.VI
- Fokker D.VII  (V.11/13)
- Fokker V.17-V.25
- Fokker E.V/D.VIII (V.26)
- Fokker V.27 and V.37
- Fokker C.I (V.38)
- Fokker V.39

### 1919–1940
- Fokker V.39 and V.40
- Fokker V.42
- Fokker F.I (V.44)
- Fokker C.I
- Fokker F.VI
- Fokker F.II (V.45)
- Fokker F.III
- Fokker F.IV
- Fokker T.II
- Fokker S.I (V.43)
- Fokker D.IX
- Fokker D.X (V.41)
- Fokker S.II
- Fokker B.I
- Fokker C.IV
- Fokker F.V
- Fokker S.III
- Fokker D.XI
- Fokker DC.I
- Fokker T.III
- Fokker B.II
- Fokker F.VII
- Fokker C.V
- Fokker D.XII
- Fokker D.XIII
- Fokker S.IV
- Fokker D.XIV
- Fokker B.III
- Fokker F.VIII
- Fokker T.IV & T.IVa
- Fokker C.VII-W
- Fokker F.XI "Universal"
- Fokker F.XIV
- Fokker D.XVI
- Fokker Model 118
- Fokker F.IX
- Fokker C.VIII
- Fokker C.IX
- Fokker F.XII
- Fokker F.XV
- Fokker F.XVI
- Fokker D.XVII
- Fokker F.XVII
- Fokker F.XXI
- Fokker F.XIX
- Fokker F.XVIII
- Fokker F.XXXVI
- Fokker F.XX
- Fokker C.X
- Fokker F.XXII
- Fokker C.XI-W
- Fokker F.23
- Fokker D.XXI
- Fokker F.37
- Fokker F.40 (Model 160)
- Fokker F.56 (Model 127)
- Fokker Model 132
- Fokker G.I
- Fokker Model 147
- Fokker T.V
- Fokker S.IX
- Fokker T.VI (Model 152)
- Fokker C.IV-W
- Fokker T.VIII
- Fokker D.XXIII
- Fokker F.XXIV (Model 193)
- Fokker T.IX (Model 142)
- Fokker F.60
- Fokker Model 180

### Fokker-Atlantic designs
- Fokker A-2 Ambulance
- Fokker AO-1 Artillery Observation / Atlantic Observation
- Fokker C-2
- Fokker C-5
- Fokker C-7
- Fokker C-14
- Fokker C-15
- Fokker C-16
- Fokker C-20
- Fokker CO-4
- Fokker CO-4 Mailplane
- Fokker CO-8
- Fokker LB-2 Light Bomber
- Fokker O-27
- Fokker FLB/PJ (AF.15)
- Fokker PW-5
- Fokker PW-6
- Fokker PW-7
- Fokker RA
- Fokker T-2
- Fokker XA-7 Attack
- Fokker XB-8 Bomber
- Fokker XJA-1
- Fokker XLB-2 Light Bomber
- Fokker B.11 Sport/Trainer
- Fokker F-7
- Fokker F-9 Universal Airliner & freighter
- Fokker F-10
- Fokker F-11
- Fokker F-12
- Fokker F-13
- Fokker F-14
- Fokker F-18 Super Universal Airliner & freighter
- Fokker F-32
- Fokker DH-4M
- Fokker-Hall H-51

### 1945–1996
- Fokker F.25 Promotor
- Fokker S-11 & S-12 Instructor
- Fokker S-13 Universal Trainer
- Fokker S.14 Machtrainer
- Fokker F26 Phantom
- Fokker F27 Friendship
- Fokker F28 Fellowship
- Fokker F29
- Fokker 50
- Fokker 60 Utility
- Fokker 70
- Fokker 80
- Fokker 100
- Fokker 120NG (en développement)
- Fokker 130 (conception seulement)
- VFW-Fokker/Republic Aviation D-24 Alliance aéronef à voilure tournante (VTOL)

## Exploits avec des appareils Fokker
- Le 23 août 1937, c'est avec un appareil Fokker, un Y1C-14B, que le pilote ingénieur américain Carl Joseph Crane va effectuer le tout premier atterrissage en pilotage automatique. L'assistant pilote George Vernon Holloman et l'ingénieur électronicien Raymond K. Stout étant à ses côtés[5].